# لاسي كفيست
لاسي كفيست (بالدنماركية: Lasse Qvist)‏ هو لاعب كرة قدم دنماركي في مركز الهجوم، ولد في 17 يناير 1987 في روسكيلدا في الدنمارك. شارك مع منتخب الدنمارك تحت 21 سنة لكرة القدم. أما مع النوادي، فقد لعب مع إف سي هيلسينجور وفيكينغور غوتا ونادي كوبنهاغن ونادي لينغبي ونادي نايستفيد.